# Todd Terry (Schauspieler)
Todd Terry (* 12. November 1966 in Dallas, Texas) ist ein US-amerikanischer Schauspieler und Produzent. Er wurde für die Serien Breaking Bad (2008–2013) und Special Ops: Lioness (2023) bekannt. Er ist mit Anna Terry verheiratet.

## Filmografie (Auswahl)
Kino
- 1999:	Arlington Road
- 2002: Last Fair Deal
- 2002: The Anarchist Cookbook
- 2006: Lonely Hearts Killers (Lonely Hearts)
- 2008: Fissure
- 2010: Breaking the Press
- 2011: Searching for Sonny
- 2013: Seasons of Gray
- 2014: 8 Days
- 2015: Beyond the Farthest Star
- 2015: The Program – Um jeden Preis (The Programm)
- 2016:	The Birth of a Nation – Aufstand zur Freiheit (The Birth of a Nation)
- 2017: Alles wegen Grácia (Because Of Grácia)
- 2018: Ein Gauner & Gentleman (The Old Man & the Gun)
- 2023: The Senior

Fernsehserien
- 1994: Die Himmelsstürmer (Heaven Help Us, Folge 1x02)
- 1994: Fackeln im Sturm (North and South, Folge 1x02)
- 1994–2000: Walker, Texas Ranger (11 Folgen)
- 1995: Wishbone (2 Folgen)
- 2006: Prison Break (Folge 2x05)
- 2009: The League
- 2009–2013: Breaking Bad (5 Folgen)
- 2010: Friday Night Lights (Folge 4x12)
- 2011: Chase (2 Folgen)
- 2012: Final Witness (Folge 1x01)
- 2013: Drop Dead Diva (Folge 5x10)
- 2013–2014: Dallas (2 Folgen)
- 2015: American Crime (7 Folgen)
- 2020–2021: Fear the Walking Dead (3 Folgen)
- 2022: Better Call Saul (Folge 6x13)
- 2017: Queen of the South (Folge 2x07)
- seit 2019: Vindication
- 2024: The Chosen (Folge 4x01)

Fernsehfilme
- 1995: Höllenqualen – Eine Familie am Abgrund (In the Name of Love: A Texas Tragedy)
- 1996: Texas Graces
- 1998: Enter the Hitman (Logan’s War: Bound by Honor)
- 2006: Der Weihnachtsmann streikt (The Year Without a Santa Claus)
- 2007: Inspector Mom: Kidnapped in Ten Easy Steps
- 2019: El Camino: Ein „Breaking Bad“-Film (El Camino: A Breaking Bad Movie)